# Dorsale Norfolk
La dorsale Norfolk è una dorsale oceanica che corre tra la Nuova Caledonia e la Nuova Zelanda, a circa 1300 km dalla costa orientale dell'Australia.
Fa parte di una complessa area di dorsali comprese tra la crosta oceanica del bacino dell'Oceano Pacifico e la crosta continentale dell'Australia. Le conoscenze su questa dorsale sono piuttosto scarse; si ritiene che si trovi a una profondità media di circa 2000 metri sotto il livello del mare e che sia composta di crosta continentale risalente al Cretacico superiore.
Fa parte della Zealandia, un antico continente che è sprofondato circa 85-60 milioni di anni fa.